# Sonic the Hedgehog (televisieserie)
Sonic the Hedgehog is een Amerikaanse animatieserie gebaseerd op de gelijknamige franchise. De serie was een productie van DIC Entertainment.
Onder fans van de serie staat de serie ook wel bekend als SatAM. Deze naam is afgeleid van het feit dat de serie werd uitgezonden op zaterdagochtend, en werd gebruikt om de serie te onderscheiden van de serie Adventures of Sonic the Hedgehog.

## Achtergrond
In tegenstelling tot “Adventures of Sonic the Hedgehog”, die bedoeld was voor een jong publiek, was “Sonic the Hedgehog” meer gericht op een oudere doelgroep. De serie heeft een grimmigere ondertoon en een serieuzer verhaal dan “Adventures of Sonic the Hedgehog”. Daarmee deed de serie ook sterk afstand van de Sonic-spellen.
De serie liep 2 seizoenen. Een derde seizoen stond wel op de planning, maar werd nooit gemaakt omdat ABC de serie stopzette wegens slechte kijkcijfers. De serie werd ook in Canada uitgezonden op het CTV-netwerk.
De serie diende als basis voor de stripserie Sonic the Hedgehog, die tot 2016 werd gepubliceerd.
De Nederlandse bewerking van zowel deze serie als de "Adventures of" voorganger zijn door P.J.P. Filmproducties in samenwerking met MetaSound nagesynchroniseerd in het Nederlands, en halverwege de jaren 90 uitgezonden op het toenmalige Filmnet Plus. Deze versie is sindsdien nooit meer op de Nederlandse televisie herhaald, maar in plaats daarvan zijn de oorspronkelijke Engelse afleveringen met Nederlandse ondertiteling op kanalen zoals RTL 4 en RTL 5 uitgezonden.

## Verhaal
De serie speelt zich af op een planeet genaamd Mobius, ergens in de 33e eeuw. De beruchte gestoorde wetenschapper Dr. Julian Ivo Robotnik heeft met zijn leger van robots een grote stad genaamd Mobotropolis veroverd, en heerst nu over deze stad als een dictator. Hij hernoemde de stad Robotropolis, en veranderde alle inwoners met zijn machine, de Roboticizer, in willoze robots.
Zij die aan Robotnik konden ontkomen trokken zich terug in het bos naast Robotropolis, en stichtten daar een dorp genaamd Knothole. Vanuit daar vormen ze de Freedom Fighters, en beginnen terug te vechten tegen Robotnik. Onder de Feedom Fighters bevinden zich onder andere de protagonist van de serie, Sonic the Hedgehog, en zijn vriend Tails. De groep staat onder leiding van prinses Sally Acorn, op wie Sonic een oogje heeft.
De show speelt zich af over een tijdsperiode van 10 jaar, waarin de Freedom Fighters Robotniks plannen met succes dwarsbomen. De groep wordt in seizoen 2 tevens uitgebreid met nieuwe personages. In seizoen 2 doet ook een nieuwe schurk zijn intrede: Robotnik’s oude mentor Ixis Naugus.
De serie eindigde met een cliffhanger; in de laatste aflevering wordt Robotnik verslagen, maar dient een nieuwe vijand zich aan. Van deze nieuwe vijand zijn enkel de ogen zichtbaar. Wie of wat deze vijand is, vormde lange tijd onderwerp van discussies onder fans. Zo werd onder andere gedacht aan Metal Sonic.

## Cast
- Jaleel White - Sonic the Hedgehog
- Kath Soucie - Princess Sally Acorn/NICOLE
- Rob Paulsen - Antoine Depardieu
- Christine Cavanaugh - Bunnie Rabbot
- William Windom - Uncle Chuck
- Jim Cummings - Robotnik/extra stemmen
- Charlie Adler - Snively
- Cree Summer - Dulcy the Dragon
- Bradley Pierce - Tails
- Mark Ballou/Cam Brainard - Rotor
- Dana Hill – Jonge Princess Sally
- Tahj Mowry - Jonge Sonic
- Shari Belafonte - Lupe
- Michael Bell - Ixis Naugus
- April Winchell - Rosie the Nanny.
- Tim Curry - King Acorn
- Dorian Harewood - Ari Ram

## Afleveringen

### Seizoen 1
- Pilot: Heads or Tails

1. Sonic Boom
2. Sonic and Sally
3. Ultra Sonic
4. Sonic and the Secret Scrolls
5. Super Sonic
6. Sonic Racer
7. Harmonic Sonic
8. Hooked on Sonics
9. Sonic's Nightmare
10. Warp Sonic
11. Sub-Sonic
12. Sonic Past Cool

### Seizoen 2
1. Sonic Conversion
2. Game Guy
3. No Brainer
4. Blast to the Past (1)
5. Blast to the Past (2)
6. Fed Up with Antoine / Ghost Busted
7. Dulcy
8. The Void
9. The Odd Couple / Ro-Becca
10. Cry of the Wolf
11. Drood Henge
12. Spyhog
13. The Doomsday Project

### Seizoen 3
Hoewel de serie al na seizoen 2 werd stopgezet, waren er wel al plannen voor seizoen 3. In dit seizoen zou Naugus de hoofdschurk worden, met Robotnik als zijn dienaar.